# 张八桥镇
张八桥镇，是中华人民共和国河南省平顶山市宝丰县下辖的一个乡镇级行政单位。

## 行政区划
张八桥镇下辖以下地区：
张八桥村、姚洼村、闫洼村、苗李村、孔庄村、没梁庙村、外良村、袁店村、山张村、白塔营村、草庙陈村、东火山村、祁庄村、西火山村、曹场村、姚店铺村、赵圪垱村、斋公庄村、王堂村、西马庄村、栗庄村、马场村、河湾村、李庄村、贾岭村、下河村、大刘村和咀陈村。